# Vladimir Golubović
Vladimir Golubović (en serbio Владимир Голубовић) (*Novi Sad, Yugoslavia -actualmente Serbia-, 5 de octubre de 1986) es un jugador montenegro profesional de baloncesto que actualmente juega en el Spartak Primorje. Mide 211 cm y pesa 113 kg.

## Características
Es un pívot a la antigua usanza capaz de crearse sus propios tiros jugando de espaldas al aro pero sobre todo es un finalizador de jugadas que se aprovecha de los balones doblados por los exteriores y que gana bien la posición en el poste bajo. Es duro defendiendo aunque no se carga excesivamente de faltas y apenas tiene lanzamiento exterior. Precisamente los tiros libres son una de sus asignaturas pendientes (57% en la Euroliga este año) y es un jugador que necesita sentirse importante y recibir balones para mantener la regularidad en su juego.

## Carrera
El pívot serbio se formó en las categorías inferiores de la Vojvodina y debutó en el primer equipo en la temporada 2003-04. En 2008 firmó por el Union Olimpija, que se ha adjudicado la Copa de 2009 y de 2010.
En febrero de 2010 el Caja Laboral ha anuncia el fichaje para un mes del pívot serbio Vladimir Golubovic procedente del Union Olimpija de Eslovenia, que llega al equipo vitoriano para jugar solo un mes en la Liga ACB.
En 2010 firma con el Bandırma Banvit de Turquía y más tarde jugaría en Ucrania en las filas del Azovmash Mariupol.
En 2011 regresa al club vitoriano para reforzar al Caja Laboral por las bajas de sus jugadores durante la temporada. En febrero de 2012 el club decide no extender el contrato que le unía con el club vitoriano ya que Golubovic solo disputa 10 encuentros de Liga Endesa firmando 2.2 puntos y 1.8 rebotes por encuentro como temporero.
En la temporada 2012-13, el jugador internacional por Montenegro, tuvo un exitoso paso por la TBL turca dónde promedió 21.9 puntos, 12.1 rebotes y 1.3 asistencias en siete partidos con el Antalya. Más tarde firmaría por el Al Ahli la Liga de Dubái.
En mayo de 2013 firmaría con el CAI Zaragoza hasta el final de la temporada, tras la lesión de Henk Norel para afrontar la disputa de los play-off.
En verano de 2014 se confirma su fichajes por el Unicaja Málaga, pero cuando comenzó el plazo del derecho a tanteo el CAI Zaragoza igualó la oferta para intentar sacar algo de dinero con el traspaso del jugador.
En septiembre de 2015, el ex del Unicaja Málaga ha llegado a un acuerdo con el Strasbourg para jugar la próxima temporada. Golubovic tuvo un promedio con el Unicaja de 5.9 puntos y 4.1 rebotes en la liga Endesa y 6.6 puntos y 4.8 rebotes en la Euroliga.

## Clubs
- KK Vojvodina  2003-08
- NK Olimpija Ljubljana  2008-10
- Caja Laboral Baskonia  2010
- Bandırma Banvit  2010-2011
- Azovmash Mariupol  2011
- Caja Laboral Baskonia  2011-2012
- KK Sutjeska  2012
- Antalya Büyükşehir Belediyesi  2012
- BC Al Ahli  2013
- CAI Zaragoza  2013
- Aykon TED Kolejliler Ankara  2013-2014
- Unicaja Málaga  2014-2015
- Strasbourg IG  2015
- Pallacanestro Reggiana  2016-2017
- BEST Balıkesir Basketbol Kulübü  2017
- Real Betis Baloncesto  2017-2018
- Spartak Primorje  2019-Actualidad